# 1310 Villigera
1310 Villigera eller 1932 DB är en asteroid i huvudbältet, som korsare Mars omloppsbana, den upptäcktes 28 februari 1932 av den tyska astronomen Friedrich Karl Arnold Schwassmann i Bergedorf. Den har fått sitt namn efter den schweiziske astronomen Walter Augustin Villiger.